# Senza esclusione di colpi (film 1988)
Senza esclusione di colpi (Bloodsport) è un film del 1988 diretto da Newt Arnold con Jean-Claude Van Damme come attore protagonista.
La storia del film si rifà alle presunte vicende di Frank Dux, un lottatore di arti marziali che raccontò di aver preso parte a un torneo giapponese semi-clandestino chiamato kumitè. La pellicola si rivelò un inaspettato successo al botteghino, incassando 65 milioni di dollari a fronte di un budget di produzione di appena 2 milioni.

## Trama
Il pilota militare Frank William Dux partecipa, malgrado il veto dei propri superiori, al Kumitè, una competizione violenta e rischiosa che si tiene in gran segreto nei bassifondi di Hong Kong, dove tutto è consentito e a volte i combattenti muoiono sul ring (cosa tuttavia che non viene incoraggiata da chi lo organizza, ritenendolo invece un deplorevole atto). Dovrà affrontare lottatori esperti nelle varie arti marziali e soprattutto Chong Li (interpretato da Bolo Yeung), un lottatore cinese-coreano spietato che ha molte vittime al proprio attivo, è il campione in carica (ha vinto il Kumitè nel 1975) e detiene tutti i record interni.
Frank vuole partecipare in onore del suo maestro di gioventù, Senzo Tanaka, gravemente malato, il cui figlio nonché amico di Frank è morto proprio in un combattimento di quella competizione. Durante la competizione Frank fa amicizia con Ray Jackson, un più corpulento e burbero lottatore americano, e con Victor, la loro guida locale che li porta sul posto e gli spiega le regole. Il kumitè è una competizione molto particolare: innanzitutto è impossibile iscriversi, per partecipare serve un invito che deve essere riconosciuto dai monaci guerrieri che organizzano il torneo. Questo crea inizialmente dubbi nei monaci per l'aspetto occidentale di Frank, e gli viene chiesto di eseguire una prova di abilità (rompere un mattone in fondo ad una colonna colpendo dall'alto, atto possibile solo per chi conosce un colpo letale noto come Dim Mak, Tocco della Morte). Inoltre il torneo si svolge in segreto e non si riceve alcuna ricompensa. La sua segretezza attira anche personaggi esterni, come scommettitori e bookmaker locali (di solito legati alle triadi, che danno il permesso per lo svolgimento e proteggono il posto da eventuali problemi; il torneo si svolge dentro la Città Murata, la parte più interna e pericolosa di Hong Kong.
Frank conosce anche Janice Kent, una intraprendente giornalista che vuole scoprire di più sul kumite, e i due si innamorano lentamente; ma le autorità militari hanno messo due poliziotti, Helmer e Rawlins, sulle tracce di Frank che dovrà guardarsi da loro per tutto il soggiorno.
Il primo giorno, Frank e Ray si battono nelle eliminatorie senza grossi problemi e passano le selezioni, come pure Chong Li; Frank riesce addirittura a superare il record del K.O. più veloce, stabilito proprio da Chong Li. Il secondo giorno cominciano gli incontri più seri: Frank deve usare il Dim Mak in modo non letale per sbarazzarsi di un enorme samoano,  e ai quarti di finale Ray viene quasi ucciso da Chong Li e finisce in ospedale. La brutalità del torneo e la vista di Ray ferito spingono Janice a denunciare Frank alla polizia, a cui Helmer e Rawlins si erano già rivolti prima. Tuttavia, quando i due gli tendono un'imboscata il terzo giorno, Frank si sbarazza dei poliziotti e dichiara e tornerà in America solo dopo aver vinto il torneo; gli agenti possono solo assistere alle gare e fare il tifo per lui.
Nelle semifinali, Frank sconfigge il suo avversario Paco, mentre Chong Li colpisce il suo a morte, ignorando il momento di lutto e silenzio che i monaci (e tutti gli altri combattenti) dedicano al defunto. Nella finale, Frank si trova in difficoltà quando Chong Li lo acceca con una polvere che si era procurato in precedenza, ma riesce a battersi sfruttando gli altri sensi come gli era stato insegnato dal maestro Tanaka; alla fine, sconfigge Chong Li e riesce addirittura a fargli pronunciare la parola maté (pietà) con cui un concorrente si arrende, e riprende la fascia di Ray che Chong Li aveva preso all'amico; Frank Dux diventa così il primo occidentale a vincere il kumite. IL giorno dopo, dopo aver salutato Ray, che si rimetterà del tutto, Frank torna negli Stati Uniti con Helmer e Rawlins.

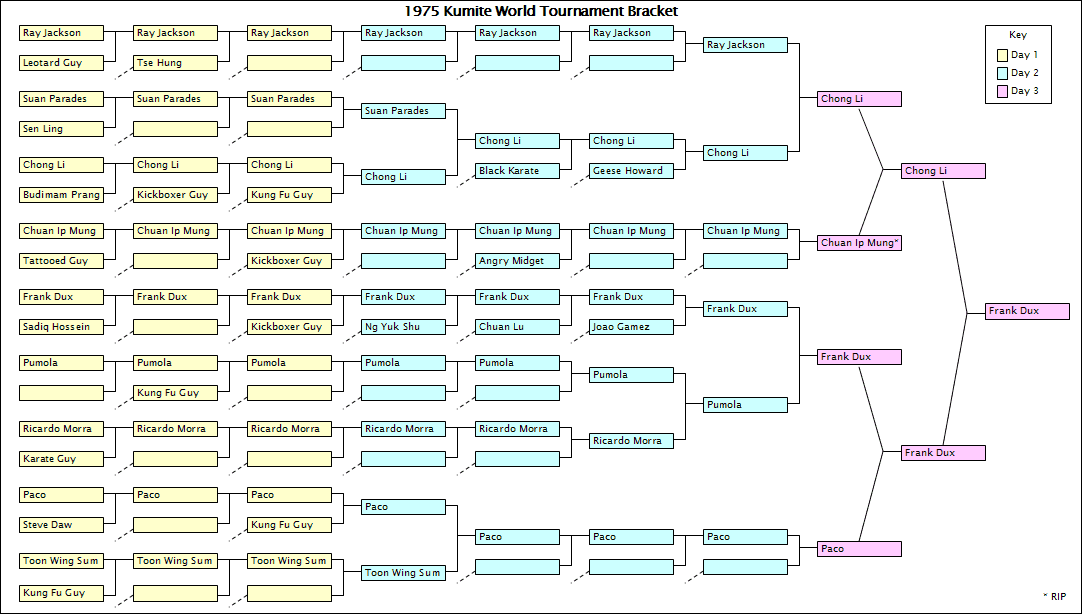
Scheda del Torneo di Kumite

## Colonna sonora
La colonna sonora di Senza esclusione di colpi è stata composta da Paul Hertzog, che ha scritto anche un'altra colonna sonora di un altro film di Jean-Claude Van Damme intitolato Kickboxer - Il nuovo guerriero. La musica di Hertzog è stata pubblicata su CD poche volte. A causa della sua rarità, ora è considerata oggetto di collezionismo e può costare fino a 150$ su eBay.
La colonna sonora contiene le canzoni Fight To Survive e On My Own, entrambe cantate da Stan Bush. Comunque i suoi pezzi nelle versioni della pellicola mancano dalla release ufficiale della colonna sonora, sostituite da versioni alternative con la voce di Paul Delph.
Nel film c'era anche una canzone di Michael Bishop, Steal The Night, durante la scena in cui Frank Dux è inseguito da Helmer e Rawlins. Questa canzone non è stata mai pubblicata fino al 2006, quando divenne disponibile per la vendita online. Il singolo contiene una versione strumentale ed una cantata.
La lista delle tracce del CD originale era la seguente:
- 1. Fight to Survive (02:23) - Performed by Paul Delph
- 2. Kumite (Main Title) (02:39)
- 3. Father and Son / Training (04:24)
- 4. The Tree and the Sword / In Hong Kong / The Walled City / Ceremony (07:43)
- 5. Chong Li Kills (02:50)
- 6. On My Own - Alone (03:34) - Performed by Paul Delph
- 7. The Second Day (04:23)
- 8. The Morning After (02:45)
- 9. Preparation (02:32)
- 10. Dim Mak (01:59)
- 11. Powder (03:42)
- 12. Triumph (02:33)

Degna di nota è da considerarsi anche la traccia intitolata The Gamble, che è stata successivamente inserita nel CD Best of Van Damme Compilation Volume 2.
Il 26 giugno 2007 è stata pubblicata un'edizione limitata della colonna sonora ad opera dell'etichetta musicale Perseverance Records. Questa particolare edizione è stata pubblicata in tiratura limitata di sole 3000 copie. Tutti i fan della colonna sonora del film considerano quest'ultima come di gran lunga superiore rispetto alle altre versioni distribuite su CD. Per la prima volta sono incluse le versioni originali dei brani eseguite da Stan Bush, così come vengono ascoltate nel film. La lista delle tracce contenute nell'edizione limitata è la seguente:
- 1. Steal the Night (04:28) - performed by Michael Bishop
- 2. Kumite (02:25)
- 3. Captain (00:23)
- 4. Flashback/Martial Science/Father & Son/Training/Tree & Sword (10:20)
- 5. In Hong Kong (00:58)
- 6. The Walled City (01:53)
- 7. Dim Mak (00:42)
- 8. Police (00:14)
- 9. First Day: Ceremony/ First Fight/Good, Bad, Ugly/Dux vs Arab (04:31)
- 10. "Fight to Survive" (02:02) - performed by Stan Bush
- 11. Morning After (01:55)
- 12. Second Day (04:25)
- 13. Samoan Balls (02:16)
- 14. Jackson Falls (01:28)
- 15. "On My Own - Alone" (02:12) - performed by Stan Bush
- 16. Here for the Final?/Inspector, No! (00:57)
- 17. Paco vs Dux (02:20)
- 18. Chong Li Kills (01:29)
- 19. Preparation (00:49)
- 20. Finals/Powder/Triumph (07:28)
- 21. "Fight to Survive" (End Title) (02:40) - performed by Stan Bush
- 22. "Steal the Night" (versione strumentale) (04:32)

## Curiosità
Il film viene citato in vari episodi della serie Cobra Kai: nel terzo episodio della seconda stagione, il protagonista Johnny Lawrence ricerca il film su Internet, nel quarto episodio della quarta gli allievi del dojo Cobra Kai guardano il film al drive in, nel settimo episodio della quarta stagione viene citato dal personaggio di Devon Lee, e infine viene citato nel primo episodio della sesta stagione da Falco al Myagi Do.  

## Sequel
Nel 1990 uscì il sequel Bloodsport II: The Next Kumite, intitolato in Italia Colpi proibiti 2 per farlo passare per il seguito di un altro film con van Damme. Analogamente nel 1997 Bloodsport III venne distribuito come Colpi proibiti III. Nel 1999 uscì Bloodsport: The Dark Kumite, tuttora inedito in Italia.

## Titoli apocrifi
Il film Senza esclusione di colpi 2 non è un sequel di questo, si tratta bensì di un'operazione commerciale italiana che, nel distribuire il film American Kickboxer, gli cambia nome per attrarre gli appassionati del film con Van Damme.
Il film del 1989 Senza esclusione di colpi è un'operazione simile alla precedente. Si tratta infatti del film No Holds Barred con Hulk Hogan che, nell'uscita esclusivamente televisiva italiana, vede il proprio nome cambiare per attrarre gli appassionati di Van Damme.